# تاریخ نو
تاریخِ نو یا تاریخ جهانگیری کتابی تاریخی نوشتهٔ جهانگیر میرزا است که در سال ۱۲۶۷ قمری آن را تألیف کرده است. این کتاب وقایع پادشاهی قاجار از سال ۱۲۴۰ تا ۱۲۶۷ قمری را دربرمی‌گیرد. عباس اقبال آشتیانی این اثر را تصحیح کرده و به چاپ رسانده است.